# متنزه محمية ماكومب الحكومي
تبلغ مساحة حديقة 600 أكر (2.4 كـم2) محمية ماكومب الحكومية في بلدة شويلر فولز في كلينتون، نيويورك، الولايات المتحدة. تقع الحديقة على نهر السلمون، خارج منتزة آديرونداك، وعلى 2 ميل (3.2 كـم) غرب قرية شلالات شويلر.

## تاريخ
تحتل الحديقة أرضا كانت تستخدم سابقا كمنشأه تدريب عسكري. اشترت ولاية نيويورك 6,372 أكر (25.79 كـم2) من الممتلكات الفيدراليه في أبريل 1947، 600 أكر (2.4 كـم2) تم تسليمها إلى مكتب ولايه نيويورك للمتنزهات والاستجمام والمحافظة التاريخيه في عام 1968. تتم إدارة ما تبقى من الممتلكات المشتراة من قبل إدارة المحافظة على البيئة في ولاية نيويورك لغرض إعادة التشجير.

## وصف الحديقة
توفر الحريقة شاطئ وملعب وطاولات وأجنحة للنزهة وبرامج ترفيهية ومسار طبيعي وصيد الأسماك (في ديفيس بوند أو نهرسلمون)، وإطلاق قارب للقوارب غير الآلية، ومخيم للخيام والمقطورات ومحطة تفريغ والتزلج الريفي على الثلج والمشي بالأحذية الثلجية والتزلج على الجليد والتزلج على الجليد.

## روابط خارجية
- متنزهات ولاية نيويورك حديقة ماكومب ريسيرفيشن الحكومية